# Фарфоровая мануфактура Фюрстенберг
Фарфоровая мануфактура Фюрстенберг (нем. Porzellanmanufaktur Fürstenberg) — одна из старейших фарфоровых мануфактур в Западной Европе, вторая в Германии после мануфактуры в Хёхсте, основанная в 1747 году в городе Фюрстенберге, в земле Нижняя Саксония, на реке Везер. Марка изделий: синяя подглазурная литера «F».

## История
Мануфактура создана 11 января 1747 года придворным егерем Иоганном Георгом фон Лангеном (1699—1776) от имени герцога Карла I Брауншвейг-Вольфенбюттельского (1713—1780).
С 1750 года мануфактура располагалась в замке Фюрстенберг. Производство должно было послужить целям подъёма экономики в Брауншвейге и области Везер, где находились запасы древесины для топлива и пригодная глина (возможно, и каолин). В 1751 году на фарфоровой мануфактуре работало семнадцать человек, в том числе чеканщики, токари, формовщики. В 1972 году производство было перенесено в новые корпуса рядом с замком. Фарфор мануфактуры называли «белым золотом Везера». В 1888 году предприятие было преобразовано в акционерное общество (Aktiengesellschaft). В период мирового экономического кризиса в 1926 году предприятие пришлось закрыть. В 1966 году фирма стала обществом с ограниченной ответственностью (GmbH) в качестве дочерней компании «Braunschweig GmbH». В декабре 2019 года из-за экономических трудностей акции мануфактуры в Фюрстенберге перешли в ведомство земли Нижняя Саксония.

## Продукция мануфактуры
Ранние изделия мануфактуры создавали в подражание более знаменитым из Майсена. Работой предприятия руководил И. Бенкграф из Хёхста. В 1753—1770 годах в Фюрстенберге работал скульптор-модельер Симон Файльнер (1726—1798), до этого он также трудился на мануфактуре в Хёхсте. Файльнер создавал забавные статуэтки на темы итальянского театра Комедия дель арте, на мифологические сюжеты, фигурки ремесленников, крестьян, пастухов и пастушек в стиле французского рококо. Файльнер работал в Фюрстенберге до 1770 года.
«Сильную сторону фюрстенбергского фарфора всегда составлял живописный декор с его изысканным колоритом».
С 1795 года предприятием руководил французский технолог, химик и живописец по фарфору Луи-Виктор Жерверо (1747—1829). Ранее он работал в Англии, в Стаффордшире для Джозайи Веджвуда. Поэтому в Фюрстенберге он использовал свой опыт по применению глино-каменных масс. Для росписи Жерверо заимствовал мотивы французского ампира — золотом по чёрному или ярко-синему фону.
Изделия мануфактуры экспонируются в Музее Фюрстенберга, в Метрополитен музее в Нью-Йорке, Музее Виктории и Альберта в Лондоне.

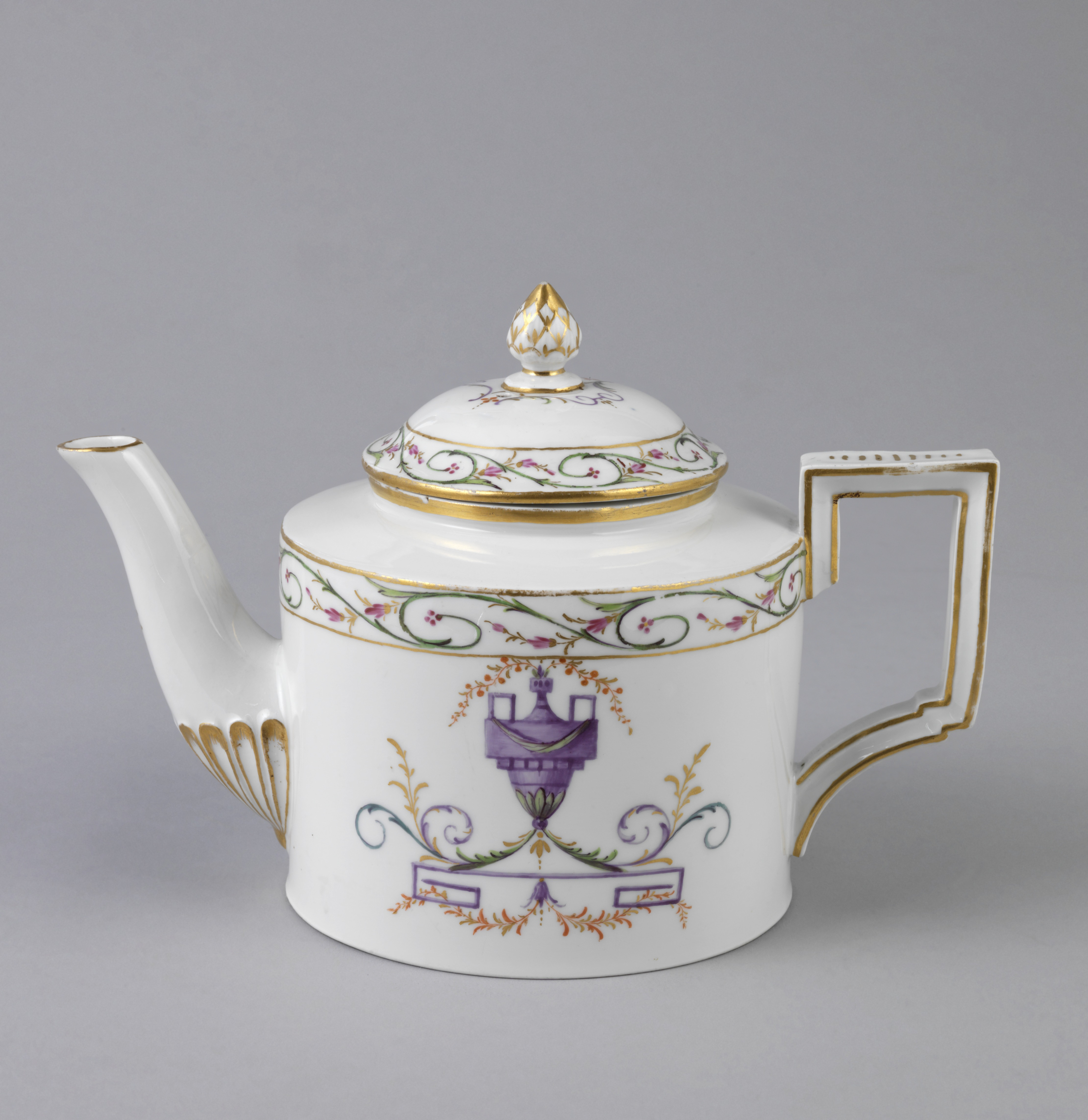
Шоколадница с крышкой. 1780–1800
Ваза-ароматница с росписью «пастораль»
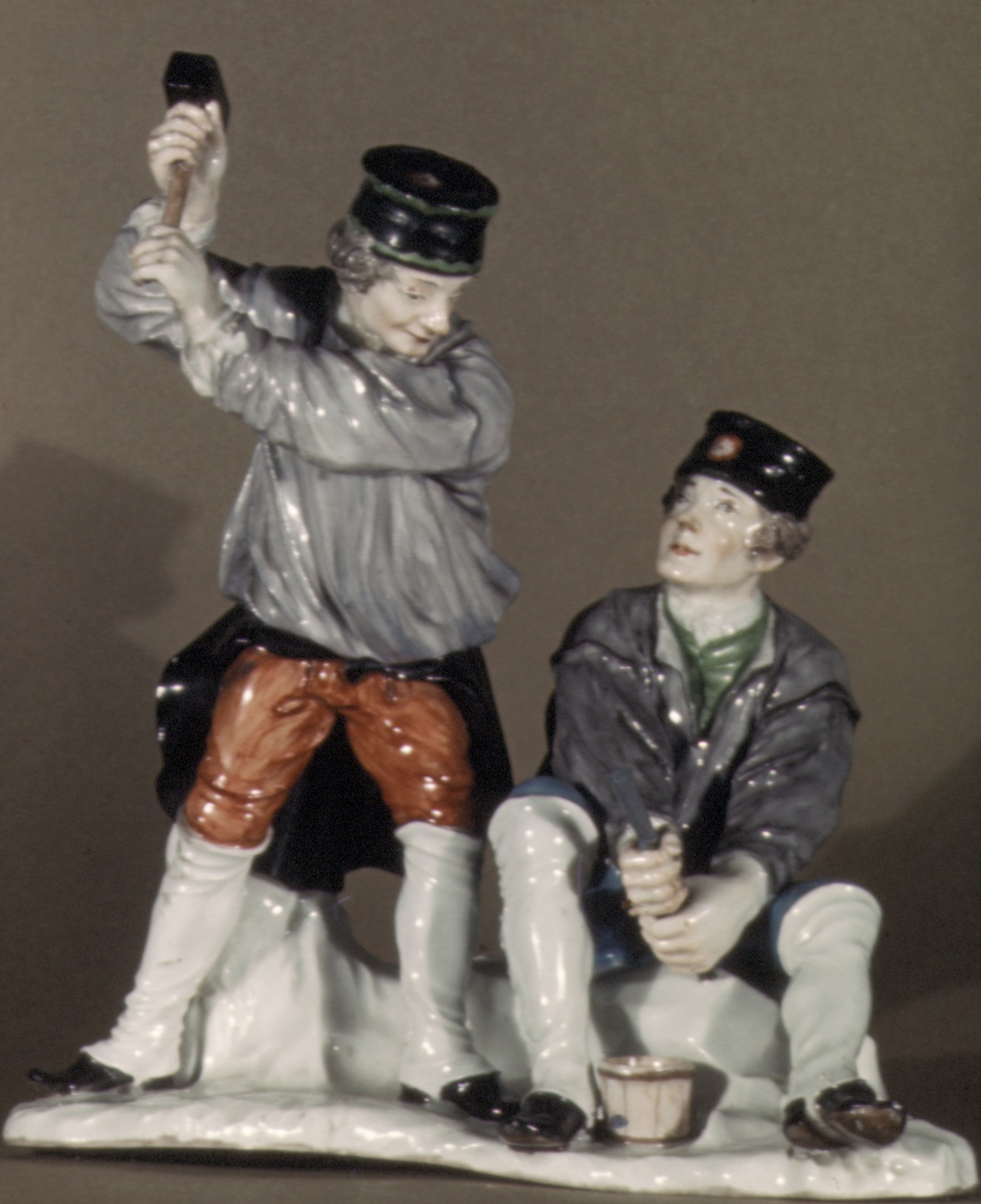
Шахтёры. 1757–1758
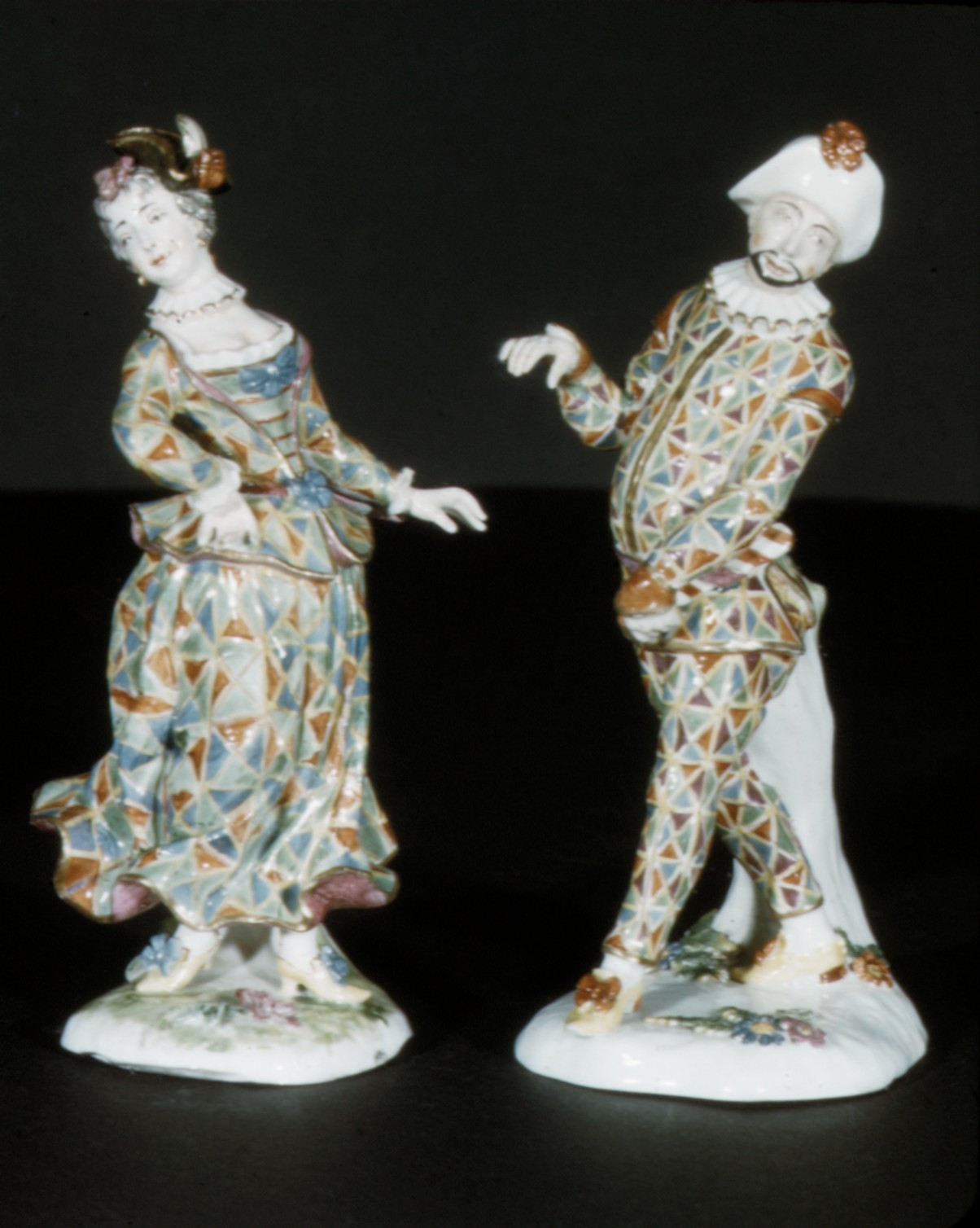
Арлекин и Коломбина. По модели С. Файльнера. 1753–1754
Чашка с блюдцем. Пасторальная сцена
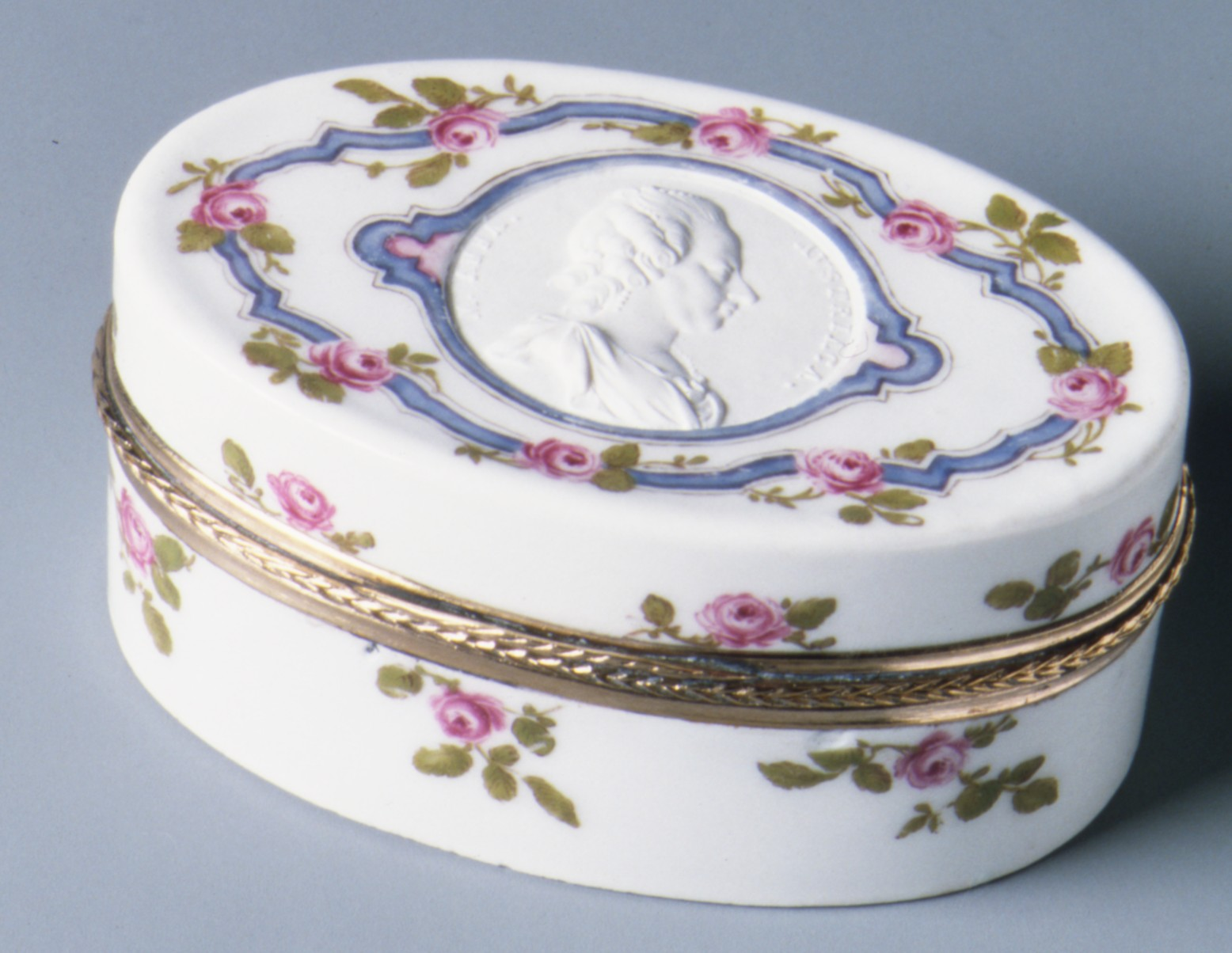
Табакерка с портретом эрцгерцогини Марии Анны Австрийской. Ок. 1770 г.